# Barotselandia-Rodesia del Noroeste
Barotselandia-Rodesia del Noroeste fue un protectorado británico en el centro sur de África formado en 1899. Abarcaba Rodesia del Noroeste y Barotselandia. El protectorado fue administrado bajo carta por la Compañía Británica de Sudáfrica. Fue el más grande de lo que se conoce coloquialmente como los tres protectorados de Rodesia, los otros dos fueron Rodesia del Sur y Rodesia del Nordeste. Se fusionó con Rodesia del Nordeste, otro territorio administrado por la Compañía Británica de Sudáfrica, para formar Rodesia del Norte en 1911.

## Historia
En 1890, la Compañía Británica de Sudáfrica firmó un tratado con el rey Lewanika de Lozi, el gobernante tradicional más poderoso del territorio de Lozi. El rey firmó el tratado porque temía un ataque de los portugueses (en Angola al oeste) y de los ndebele (Matabele) al este y por eso deseaba tener protección británica.
El tratado no confirió el estatus de protectorado al territorio, ya que solo el gobierno británico podía conferir ese estatus. No obstante, la carta otorgó protección al territorio de Lozi al tiempo que confirió a la Compañía derechos sobre los minerales del territorio, así como derechos comerciales.
En 1897, Cecil Rhodes envió a Robert Coryndon, su secretario privado, como representante de la Compañía Británica de Sudáfrica en Barotselandia. En octubre de 1897 llegó a la capital del rey Lewanika, Lealui, donde fue recibido con frialdad. Lewanika inicialmente no quiso aceptar que Coryndon pudiera representar tanto a la Compañía Británica de Sudáfrica como al gobierno del Reino Unido.
Bajo el nuevo orden, se estableció un régimen para el gobierno de la compañía del nuevo protectorado, que fue administrado por un funcionario designado por el Alto Comisionado para Sudáfrica. El Alto Comisionado legisló por proclamación el protectorado. el que fue dividido en nueve distritos administrativos.
En septiembre de 1900, Coryndon fue nombrado primer administrador. Ocupó este cargo hasta 1907, cuando fue reemplazado por Robert Codrington, quien murió un año después de asumir el cargo. La última persona que se desempeñó como administrador fue Lawrence Aubrey Wallace. La capital estaba inicialmente en Kalomo, y se trasladó en 1907 a Livingstone.
Cuando el protectorado se fusionó con Rodesia del Noreste para formar Rodesia del Norte en 1911, el administrador de Rodesia del Norte asumió las funciones que había llevado a cabo el administrador de Barotselandia-Rodesia del Noroeste.

## Leyes
Las leyes de Inglaterra se aplicaron al protectorado, en la medida en que lo permitieran las circunstancias locales. En las acciones entre nativos prevalecían las leyes y costumbres autóctonas, salvo en cuanto fueran incompatibles con el debido ejercicio del poder y jurisdicción británica. El alto comisionado (High Commissioner) estaba facultado para encargarse de la administración de justicia. Se estableció un tribunal de administradores, integrado por tres jueces, de los cuales el administrador era presidente, y también se crearon tribunales de magistrados. Las decisiones de estos tribunales pueden ser apeladas ante el tribunal del administrador. Las apelaciones de los tribunales del protectorado podían presentarse ante el tribunal supremo de la Colonia del Cabo y desde allí ante el Comité Judicial del Consejo Privado del Reino Unido.